# Mocaccino
Le mocaccino (orthographe correcte en italien) (ou mochhaccino, mochaccino ou mokaccino) est une boisson chaude inventée en Italie composée de cappuccino, de crème et de chocolat, le tout mélangé avec de la poudre de cacao.
Au bar, il est servi habituellement dans un verre transparent, de façon que l'on puisse voir les différentes couches de café, de chocolat et la mousse de lait (du lait battu). En certains endroits, au lieu du chocolat, il est d'usage de mettre une liqueur de chocolat légèrement alcoolisée.
À la différence du simple cappuccino au chocolat, le mocaccino est fait avec beaucoup de crème de lait, à laquelle on ajoute du cacao.